# HD135379
HD135379 — хімічно пекулярна зоря спектрального класу
A3 й має  видиму зоряну величину в смузі V приблизно  4,1.
Вона  розташована на відстані близько 96,6 світлових років від Сонця.